# Königreich (Jork)
 Königreich  (niederdeutsch Königriek) ist ein Ortsteil der Gemeinde Jork im Alten Land im niedersächsischen Landkreis Stade.

## Geografie und Verkehrsanbindung
Der Ort liegt östlich des Kernortes Jork an der Landesstraße L 140. Durch den Ort fließt die Este, ein linker Nebenfluss der Elbe.
Königreich und das zugehörige Leeswig wurden als Deichhufendorf entlang der Este angelegt, d. h., die parallelen Hufen lagen auf der dem Deich gegenüber liegenden Straßenseite.
Die Entfernung zur nördlich fließenden Elbe beträgt 2 km, die Entfernung zur östlich verlaufenden Landesgrenze zu Hamburg 2,5 km. Nördlich liegt das 68 ha große Naturschutzgebiet (NSG) Borsteler Binnenelbe und Großes Brack, südlich das 1317 ha große NSG Moore bei Buxtehude und südöstlich – auf Hamburger Gebiet – das 737 ha große Naturschutzgebiet Moorgürtel.
Südwestlich verläuft die A 26 und etwas weiter südwestlich die B 73.

## Persönlichkeiten
- Julius Wohlers (* 1867 in Hamburg; † 1953 in Königreich), Maler des Impressionismus, Grafiker und Kunstpädagoge
- Garleff Hinrich von der Beck (* 1877 in Königreich; † 1959 in Hamburg), Kaufmann und Politiker sowie Mitglied der Hamburgischen Bürgerschaft